# イオン札幌麻生店

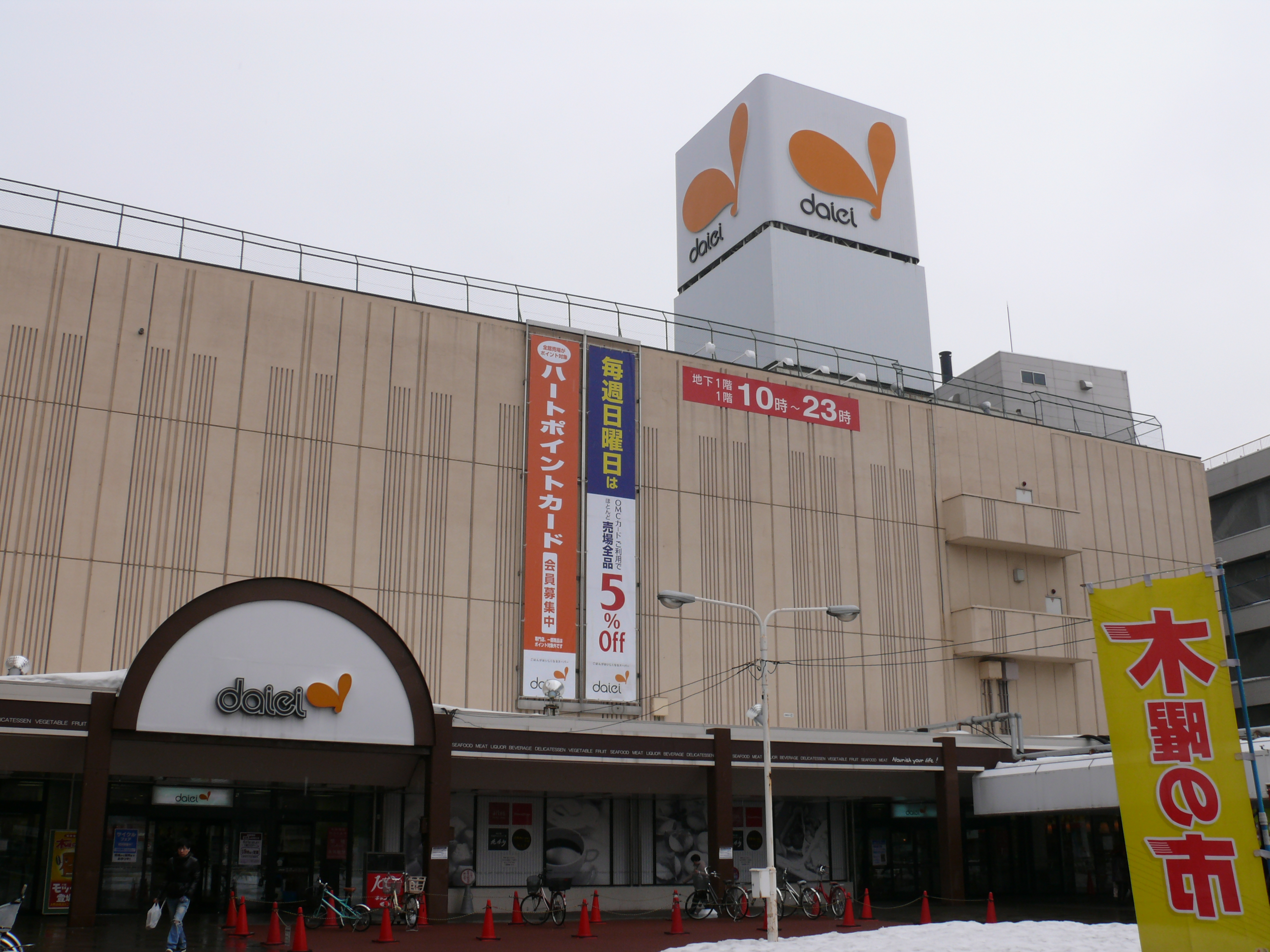
旧ダイエー麻生店（2012年4月）

イオン札幌麻生店（イオンさっぽろあさぶてん）は、北海道札幌市北区北39条西4丁目に所在するイオン北海道運営の総合スーパー（GMS）である。ダイエー時代の店番号は0414。ネットスーパー取扱店舗。

## 概要
札幌市営地下鉄南北線麻生駅の真上に存在する。建物は地下1階・地上4階建て。
旧ダイエーでは道内4号店、及び北海道ダイエー（1991年にダイエーに吸収合併された為、直営店となる）が出店した3店目の店舗である。札幌市営地下鉄南北線の麻生駅までの延伸を狙って開業した。
2015年9月1日より営業権がイオン北海道に承継され店名を「イオン札幌麻生店」に名称変更した。

### 麻生商店街と旧ダイエー麻生店
1955年頃まで、畑にサイロが見える町であった麻生には商業施設がなく、隣町の北24条まで買い物に行かなければならなかった。その後、麻生に道営住宅が建設されると、麻生に初の商業施設となる麻生商店街が出来、麻生の町は活性化していった。
1973年に南北線の北24条駅-麻生駅間の延伸が決まった後、大手スーパーのダイエーが進出する計画が浮上し、麻生商店街の関係者は当初、進出を反対していた。しかし次世代の麻生の事、新琴似を含めた他の地域と商戦の事も考慮し、進出を前向きに考え「ダイエーも地域の一員」として入れることになったため、ダイエーの出店が決定した。

## フロア構成
駐車場は立体駐車場が隣接する形となっており、駐車場の1Fは麻生バスターミナルとなっている。
| 階      | フロア概要                     |
| ------- | ------------------------------ |
| 4階     | 専門店のフロア                 |
| 3階     | 紳士・子供・暮らしの品のフロア |
| 2階     | 婦人のフロア                   |
| 1階     | 服飾雑貨・暮らしの品のフロア   |
| 地下1階 | 食料品のフロア                 |

## テナント
出店全店舗一覧は公式サイト「フロアマップ」を参照。

### 旧テナント
- ヴィクトリアステーション（ハンバーグ） - 2012年5月閉店、現在はサイゼリヤ ※別棟

## 交通アクセス

### 鉄道
- 札幌市営地下鉄南北線麻生駅の6番出口より徒歩1分。